# Maung Maung
Maung Maung (Mandalay, 11 gennaio 1925 – Yangon, 2 luglio 1994) è stato un politico birmano, Presidente della Birmania dal 19 agosto 1988 al 18 settembre 1988, ultimo presidente prima dell'istituzione del Consiglio di Stato per la Pace e lo Sviluppo.